# Portia strandi
Portia strandi là một loài nhện trong họ Salticidae.
Loài này thuộc chi Portia. Portia strandi được Lodovico di Caporiacco miêu tả năm 1941.